# Élections législatives de 1876 en Dordogne
Les élections législatives de 1876 ont eu lieu les 20 février et 5 mars 1876

## Résultats à l'échelle du département
| Partis         | Partis                            | Premier tour | Premier tour | Deuxième tour | Deuxième tour | Sièges |
| Partis         | Partis                            | Voix         | %            | Voix          | %             | Sièges |
| -------------- | --------------------------------- | ------------ | ------------ | ------------- | ------------- | ------ |
|                | Bonapartistes                     | 49 725       | 48,20        | 10 344        | 35,77         | 5      |
|                | Républicains, Gauche républicaine | 22 599       | 21,91        | 6 314         | 21,84         | 2      |
|                | Union républicaine                | 15 516       | 15,50        | 6 750         | 23,34         | 0      |
|                | Constitutionnels, Centre-droit    | 15 308       | 14,84        | 5 510         | 19,05         | 1      |
|                |                                   |              |              |               |               |        |
| Inscrits       | Inscrits                          | 140 917      | 100,00       | 37 970        | 100,00        | 8      |
| Votants        | Votants                           | 104 609      | 74,23        | 29 015        | 76,42         |        |
| Abstentions    | Abstentions                       | 36 308       | 25,77        | 8 955         | 23,58         |        |
| Blancs et nuls | Blancs et nuls                    | 1 461        | 1,40         | 97            | 0,33          |        |
| Exprimés       | Exprimés                          | 103 148      | 98,60        | 28 918        | 99,67         |        |

## Résultats par arrondissement

### Arrondissement de Bergerac

#### 1recirconscription
| Candidats,     | Candidats,           | Étiquette,          | Premier tour | Premier tour |
| Candidats,     | Candidats,           | Étiquette,          | Voix         | %            |
| -------------- | -------------------- | ------------------- | ------------ | ------------ |
|                | Jean Garrigat        | Gauche républicaine | 7 611        | 54,77        |
|                | Louis Auguste Boudet | Bonapartiste        | 6 286        | 45,23        |
|                |                      |                     |              |              |
| Inscrits       | Inscrits             | Inscrits            | 18 900       | 100,00       |
| Votants        | Votants              | Votants             | 13 983       | 73,98        |
| Abstention     | Abstention           | Abstention          | 4 917        | 26,02        |
| Blancs et nuls | Blancs et nuls       | Blancs et nuls      | 86           | 0,62         |
| Exprimés       | Exprimés             | Exprimés            | 13 897       | 99,38        |

#### 2ecirconscription
| Candidats,     | Candidats,                       | Étiquette,     | Premier tour | Premier tour |
| Candidats,     | Candidats,                       | Étiquette,     | Voix         | %            |
| -------------- | -------------------------------- | -------------- | ------------ | ------------ |
|                | Stéphen-Albert Thirion-Montauban | Bonapartiste   | 8 481        | 64,55        |
|                | Lucien Barraud                   | Républicain    | 4 658        | 35,45        |
|                |                                  |                |              |              |
| Inscrits       | Inscrits                         | Inscrits       | 15 738       | 100,00       |
| Votants        | Votants                          | Votants        | 13 197       | 83,85        |
| Abstention     | Abstention                       | Abstention     | 2 541        | 16,15        |
| Blancs et nuls | Blancs et nuls                   | Blancs et nuls | 58           | 0,44         |
| Exprimés       | Exprimés                         | Exprimés       | 13 139       | 99,56        |

### Arrondissement de Nontron
| Candidats,     | Candidats,               | Étiquette,         | Premier tour | Premier tour | Deuxième tour | Deuxième tour |
| Candidats,     | Candidats,               | Étiquette,         | Voix         | %            | Voix          | %             |
| -------------- | ------------------------ | ------------------ | ------------ | ------------ | ------------- | ------------- |
|                | François Albert Sarlande | Bonapartiste       | 6 797        | 42,41        | 10 344        | 60,51         |
|                | Albert Theulier          | Union républicaine | 6 250        | 38,99        | 6 750         | 39,49         |
|                | Louis François Mazerat   | Constitutionnels   | 2 981        | 18,60        |               |               |
|                |                          |                    |              |              |               |               |
| Inscrits       | Inscrits                 | Inscrits           | 22 327       | 100,00       | 22 327        | 100,00        |
| Votants        | Votants                  | Votants            | 16 085       | 72,04        | 17 142        | 76,78         |
| Abstention     | Abstention               | Abstention         | 6 242        | 27,96        | 5 185         | 23,22         |
| Blancs et nuls | Blancs et nuls           | Blancs et nuls     | 57           | 0,35         | 48            | 0,28          |
| Exprimés       | Exprimés                 | Exprimés           | 16 028       | 99,65        | 17 094        | 99,72         |

### Arrondissement de Périgueux

#### 1recirconscription
| Candidats,     | Candidats,           | Étiquette,             | Premier tour | Premier tour | Deuxième tour | Deuxième tour |
| Candidats,     | Candidats,           | Étiquette,             | Voix         | %            | Voix          | %             |
| -------------- | -------------------- | ---------------------- | ------------ | ------------ | ------------- | ------------- |
|                | Marc Montagut        | Gauche républicaine    | 5 543        | 47,61        | 6 314         | 53,40         |
|                | Alexis Maréchal      | Monarchiste orléaniste | 3 319        | 28,51        | 5 510         | 46,60         |
|                | Alfred Bardy-Delisle | Bonapartiste           | 2 781        | 23,89        |               |               |
|                |                      |                        |              |              |               |               |
| Inscrits       | Inscrits             | Inscrits               | 15 643       | 100,00       | 15 643        | 100,00        |
| Votants        | Votants              | Votants                | 11 705       | 74,83        | 11 873        | 75,90         |
| Abstention     | Abstention           | Abstention             | 3 938        | 25,17        | 3 770         | 24,10         |
| Blancs et nuls | Blancs et nuls       | Blancs et nuls         | 62           | 0,53         | 49            | 0,41          |
| Exprimés       | Exprimés             | Exprimés               | 11 643       | 99,47        | 11 824        | 99,59         |

#### 2ecirconscription
| Candidats,     | Candidats,     | Étiquette,     | Premier tour | Premier tour |
| Candidats,     | Candidats,     | Étiquette,     | Voix         | %            |
| -------------- | -------------- | -------------- | ------------ | ------------ |
|                | Jean Raynaud   | Bonapartiste   | 7 978        | 100,00       |
|                |                |                |              |              |
| Inscrits       | Inscrits       | Inscrits       | 15 344       | 100,00       |
| Votants        | Votants        | Votants        | 8 790        | 57,29        |
| Abstention     | Abstention     | Abstention     | 6 554        | 42,71        |
| Blancs et nuls | Blancs et nuls | Blancs et nuls | 812          | 9,24         |
| Exprimés       | Exprimés       | Exprimés       | 7 978        | 90,76        |

### Arrondissement de Ribérac
| Candidats,     | Candidats,             | Étiquette,      | Premier tour | Premier tour |
| Candidats,     | Candidats,             | Étiquette,      | Voix         | %            |
| -------------- | ---------------------- | --------------- | ------------ | ------------ |
|                | Oscar Bardi de Fourtou | Constitutionnel | 9 008        | 65,30        |
|                | Léonce Claverie        | Républicain     | 4 787        | 34,70        |
|                |                        |                 |              |              |
| Inscrits       | Inscrits               | Inscrits        | 20 110       | 100,00       |
| Votants        | Votants                | Votants         | 14 008       | 69,66        |
| Abstention     | Abstention             | Abstention      | 6 102        | 30,34        |
| Blancs et nuls | Blancs et nuls         | Blancs et nuls  | 213          | 1,52         |
| Exprimés       | Exprimés               | Exprimés        | 13 795       | 98,48        |

### Arrondissement de Sarlat

#### 1recirconscription
| Candidats,     | Candidats,                          | Étiquette,         | Premier tour | Premier tour |
| Candidats,     | Candidats,                          | Étiquette,         | Voix         | %            |
| -------------- | ----------------------------------- | ------------------ | ------------ | ------------ |
|                | Jean Baptiste Alexandre de Bosredon | Bonapartiste       | 9 256        | 62,82        |
|                | Justin de Selves                    | Union républicaine | 5 479        | 37,18        |
|                |                                     |                    |              |              |
| Inscrits       | Inscrits                            | Inscrits           | 17 968       | 100,00       |
| Votants        | Votants                             | Votants            | 14 747       | 82,07        |
| Abstention     | Abstention                          | Abstention         | 3 221        | 17,93        |
| Blancs et nuls | Blancs et nuls                      | Blancs et nuls     | 12           | 0,08         |
| Exprimés       | Exprimés                            | Exprimés           | 14 735       | 99,92        |

#### 2ecirconscription
| Candidats,     | Candidats,                         | Étiquette,         | Premier tour | Premier tour |
| Candidats,     | Candidats,                         | Étiquette,         | Voix         | %            |
| -------------- | ---------------------------------- | ------------------ | ------------ | ------------ |
|                | François Taillefer                 | Bonapartiste       | 8 146        | 68,26        |
|                | Jean-Baptiste Lafon de Fongauffier | Union républicaine | 3 787        | 31,74        |
|                |                                    |                    |              |              |
| Inscrits       | Inscrits                           | Inscrits           | 14 887       | 100,00       |
| Votants        | Votants                            | Votants            | 12 094       | 81,24        |
| Abstention     | Abstention                         | Abstention         | 2 793        | 18,76        |
| Blancs et nuls | Blancs et nuls                     | Blancs et nuls     | 161          | 1,33         |
| Exprimés       | Exprimés                           | Exprimés           | 11 933       | 98,67        |